# Grønningen fyr
Grønningen fyr ist ein Leuchtturm in Norwegen, der den östlichen Punkt der Hafeneinfahrt von Kristiansand markiert.

## Lage
Der Leuchtturm hat eine funktionale und visuelle Verbindung zu Oksøy fyr und Odderøya fyr. Die drei Leuchttürme bilden eine zusammenhängende Struktur von Navigationshilfen für die Einfahrt zum Hafen von Kristiansand.
Das Gebäude aus weiß lackiertem Beton steht fünf Meter über dem Meeresspiegel und hat in der Giebelwand einen 14 Meter hohen Turm. Die Station umfasst einen Maschinenraum, Nebengebäude und zwei Bootshäuser. Das Gebiet ist als Naturschutzgebiet im Rahmen des Naturschutzgesetzes geschützt.

## Technische Daten
Das Leuchtfeuer wurde erstmals am 1. September 1878 angezündet. Die westliche Hafeneinfahrt markiert Oksøy fyr, das 2,2 km weiter westlich liegt. Der Turm besitzt eine Nebelanlage.
Die Station war bis 1980 bemannt. 1994 wurde die gesamte Anlage unter Denkmalschutz gestellt.

## Besonderes
Der Leuchtturm ist seit 1996 während des Sommers für Übernachtungsgäste und Besucher geöffnet. Im Frühjahr und Herbst wird der Leuchtturm für Veranstaltungen an Gruppen vermietet. Die Anreise erfolgt in der Regel mit dem eigenen Boot. Es gibt auf Anfrage Abholmöglichkeiten in Kongshavn in Randesund. Am Leuchtturm steht den Gästen ein Ruderboot zur Verfügung.